# Dolichoderus haradae
Dolichoderus haradae é uma espécie de formiga do gênero Dolichoderus.